# Савенко, Юрий Петрович
Юри́й Петро́вич Саве́нко — советский хозяйственный, государственный и политический деятель.

## Биография
Родился в 1941 году в Куйбышеве. Член КПСС.
С 1963 года — на хозяйственной, общественной и политической работе. В 1963—1989 гг. — учитель истории русского языка и литературы в Абрамовской восьмилетней школе Куйбышевского района, 2-й, 1-й секретарь Куйбышевского горкома ВЛКСМ Новосибирской области, заместитель заведующего отделом, секретарь, 1-й секретарь Новосибирского обкома ВЛКСМ, начальник Главного управления Всесоюзного пионерского лагеря «Артек» им. В. И. Ленина, заведующий отделом, начальник управления народного образования Крымского облисполкома.
Делегат XXV съезда КПСС.
Умер в 1989 году.